# HMS Li Wo
El HMS Li Wo era un buque patrullero auxiliar de la Royal Navy británica, que fue hundido el 14 de febrero de 1942 por buques de guerra japoneses mientras atacaba sin ayuda de nadie un convoy enemigo durante la campaña malaya.

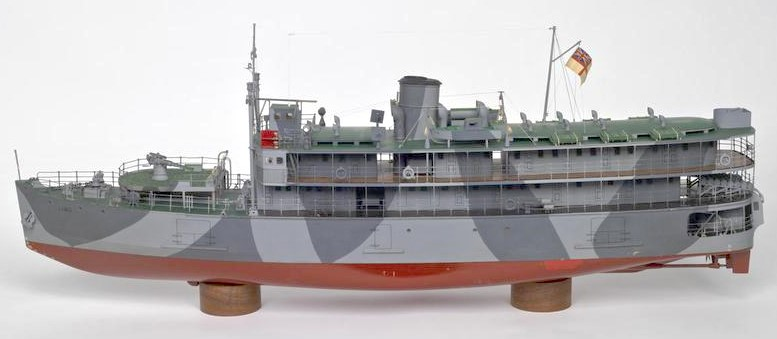
Modelo a escala del HMS Li Wo

## Historia del buque
El Li Wo era un barco fluvial de pasajeros construido por Hong Kong & Whampoa Dock Company para Indo-China Steam Navigation Company Ltd. para dar servicio en el río Yangtze. En 1940 fue requisada y comisionada en la Royal Navy en Singapur.
Poco antes de la rendición británica, se ordenó al Li Wo que se dirigiera a la seguridad de Batavia en las Indias Orientales Holandesas. Su tripulación estaba formada por 84 hombres, en su mayoría reservistas navales, pero también incluía a varios supervivientes del Prince of Wales y Repulse, cinco hombres del ejército, dos de la RAF, diez malayos y seis chinos.
Salió de Singapur en la madrugada del 13 de febrero de 1942 y fue atacado varias veces desde el aire, sufriendo algunos daños. Al día siguiente, mientras pasaba al norte del estrecho de Bangka, se encontró con un convoy de barcos de transporte japoneses acompañados por un escuadrón de buques de guerra que lanzaban la "Operación L", la invasión de Sumatra. El comandante del Li Wo, el teniente temporal Thomas Wilkinson RNR, informó a la compañía del barco que tenía la intención de acercarse y atacar al enemigo.
El Li Wo cambió de rumbo hacia el barco de transporte líder del convoy a toda velocidad, desplegando su insignia de batalla y abriendo fuego con su cañón de cuatro pulgadas (para el cual sólo tenía 13 proyectiles, más tres rondas de práctica). Logró varios impactos directos en el transporte, provocando incendios a bordo y provocando que las tropas a bordo abandonaran el barco. Luego atacó a otro barco de transporte con fuego de ametralladora.
Luego, el Li Wo fue fuertemente bombardeado por el crucero ligero Yura y los destructores Fubuki y Asagiri. Sin municiones y ahora hundiéndose, embistió al primer transporte enemigo, que luego se hundió, antes de hundirse finalmente. De los 84 tripulantes, sólo 7 sobrevivieron y fueron hechos prisioneros.

## Premios
El teniente Wilkinson, el capitán del buque, recibió póstumamente la Cruz Victoria, mientras que su primer teniente, el subteniente temporal Ronald George Gladstone Stanton RNR recibió la Orden de Servicio Distinguido. La Medalla a la Galantería Conspicua fue otorgada al Suboficial interino Arthur William Thompson, y la Medalla al Servicio Distinguido al Marinero Líder Victor Spencer y al Marinero de Honor Albert Spendlove. También hubo seis Menciones en Despachos, tres de ellas póstumas.